# Calodesma occidentalis
Calodesma occidentalis là một loài bướm đêm thuộc phân họ Arctiinae, họ Erebidae.